# Ulf Liedke
Ulf Liedke (* 1961) ist ein deutscher evangelischer Theologe und Diakoniewissenschaftler.

## Werdegang
Ulf Liedke studierte von 1984 bis 1990 Evangelische Theologie am Theologischen Seminar in Leipzig. Im Wintersemester 1990/91 studierte er im Rahmen eines postgradualen Studiums an der Universität Wien. 1992 wurde er als Pfarrer ordiniert. Von 1992 bis 1997 arbeitete Ulf Liedke als wissenschaftlicher Mitarbeiter am Institut für Systematische Theologie der Theologischen Fakultät der Universität Leipzig. Hier wurde er 1996 mit einer Dissertation zum Thema Naturgeschichte und Religion: Eine Studie zum Religionsbegriff in der Philosophie Theodor W. Adornos promoviert. 1997 wurde Ulf Liedke auf die Professur für Ethik und Diakoniewissenschaft an der Evangelischen Hochschule Dresden berufen, die er bis 2025 wahrnahm.  Von 2018 bis 2022 war er Prorektor dieser Hochschule.
In den Jahren 2007 und 2008 war er nebenberuflich Direktor der Diakonischen Akademie für Fort- und Weiterbildung in Moritzburg und Berlin. 2008 habilitierte sich Ulf Liedke an der Universität Leipzig mit einer Arbeit zum Thema Beziehungsreiches Leben: Studien zu einer inklusiven theologischen Anthropologie für Menschen mit und ohne Behinderung. Seither lehrt er – zunächst im Rahmen einer Privatdozentur und ab 2017 als Honorarprofessor – Systematische Theologie an der Universität Leipzig.
Am 1. Juli 2025 wurde er in den Ruhestand entlassen.

## Forschung
Arbeits- und Forschungsschwerpunkte von Ulf Liedke sind Themen der theologischen Anthropologie, der Diakoniewissenschaft, medizinischen Ethik sowie der Inklusion in theologischer, sozialwissenschaftlicher und ethischer Perspektive.

## Mitgliedschaften und Engagement
Ulf Liedke ist Mitglied der Wissenschaftlichen Gesellschaft für Theologie. Von 2002 bis 2014 gehörte er der Synode der Ev.-Luth. Landeskirche Sachsens an und arbeitete hier im Theologischen sowie im Verfassungsausschuss mit. Von 2008 bis 2014 war er Vorsitzender des Theologischen Ausschusses der Landessynode. Seit 2010 ist er Mitglied des Aufsichtsrates der Diakonie Dresden und seit 2020 im Stiftungsrat der Stiftung Diakonie Leben. Seit 2015 ist Ulf Liedke am „Runden Tisch Inklusion“ der Ev.-Luth. Landeskirche und der Diakonie Sachsen beteiligt. Im Arbeitskreis „Ethik in der Medizin“ der Landesärztekammer Sachsen arbeitet er seit 2019 mit. 2020 wurde Ulf Liedke in den EKD-Expert:innenbeirat „Inklusive Kirche“ und 2022 in das Kammernetzwerk der EKD berufen.

## Schriften (Auswahl)
- Verstehen und Verantwortung in Organisationen und Bildungsprozessen. Für Marlies W. Fröse, hrsg. von Uwe Hirschfeld[7], Ulf Liedke und Michael Winkler; Weinheim/Basel 2024.[8]
- Handbuch Inklusion in der Kirchengemeinde, hrsg. von Ralph Kunz und Ulf Liedke, Göttingen 2013, ISBN 978-3-525-62423-4.
- Menschenbilder und Bilderverbot. Eine Studie zum anthropologischen Diskurs in der Behindertenpädagogik. Bad Heilbrunn: Klinkhardt 2013.
- Beziehungsreiches Leben. Studien zu einer inklusiven theologischen Anthropologie für Menschen mit und ohne Behinderung. Göttingen: Vandenhoeck & Ruprecht 2009.
- Zerbrechliche Wahrheit. Theologische Studien zu Adornos Metaphysik. Würzburg: Echter, 2002 (Religion in der Moderne; 10) ISBN 3-429-02504-4.
- Naturgeschichte und Religion. Eine theologische Studie zum Religionsbegriff in der Philosophie Theodor W. Adornos. - Frankfurt a. M./Berlin/Bern/New York/Paris/Wien 1997 (Kontexte; Bd. 21), ISBN 3-631-30937-6.